# Кзыл-Тан (Астраханская область)
Кзыл-Тан (каз. Қызыл-Таң) — казахское село в Володарском районе Астраханской области, входит в состав сельского поселения Актюбинский сельсовет. Население 141 человек (2010).

## География
Село находится в юго-восточной части Астраханской области, в дельте реки Волги, по берегу река Корневая и ерика Макарка. Примыкает к райцентру — пос. Володарский
уличная сеть
состоит из пяти географических объектов: ул. Абая, ул. Гагарина, ул. Новая, ул. Победы, ул. Чупы
Климат
умеренный, резко континентальный, характеризуется высокими температурами летом и низкими — зимой, малым количеством осадков, а также большими годовыми и летними суточными амплитудами температуры воздуха.

## Население
| 2002 | 2010 |
| ---- | ---- |
| 78   | ↗141 |

Национальный и гендерный состав
По данным Всероссийской переписи, в 2010 году численность населения села составляла 141 человек (70 мужчин и 71 женщин, 49,6 и 50,4 %% соответственно).
Согласно результатам переписи 2002 года, в национальной структуре населения казахи составляли 95 % из общего числа в 79 жителей.
| Национальность | Численность (2010) | Процент |
| -------------- | ------------------ | ------- |
| Казахи         | 130                | 92,9%   |
| Корейцы        | 5                  | 3,6%    |
| Не указана     | 5                  | 3,6%    |
| Всего          | 140                | 100%    |

## Инфраструктура
нет данных.

## Транспорт
Подъезд к региональной автотрассе 12 ОП РЗ 12Н 026 Володарский — Кошеванка.
Проселочные дороги.